# Джон Кемп Старлі
Джон Кемп Старлі (англ. John Kemp Starley; 1854, Волтемстоу, графство Ессекс — 1901) — англійський винахідник і підприємець. В 1885 винайшов велосипед в його сучасному дизайні, в 1887 заснував компанію «Rover Company».
Народився в сім'ї садівника. 

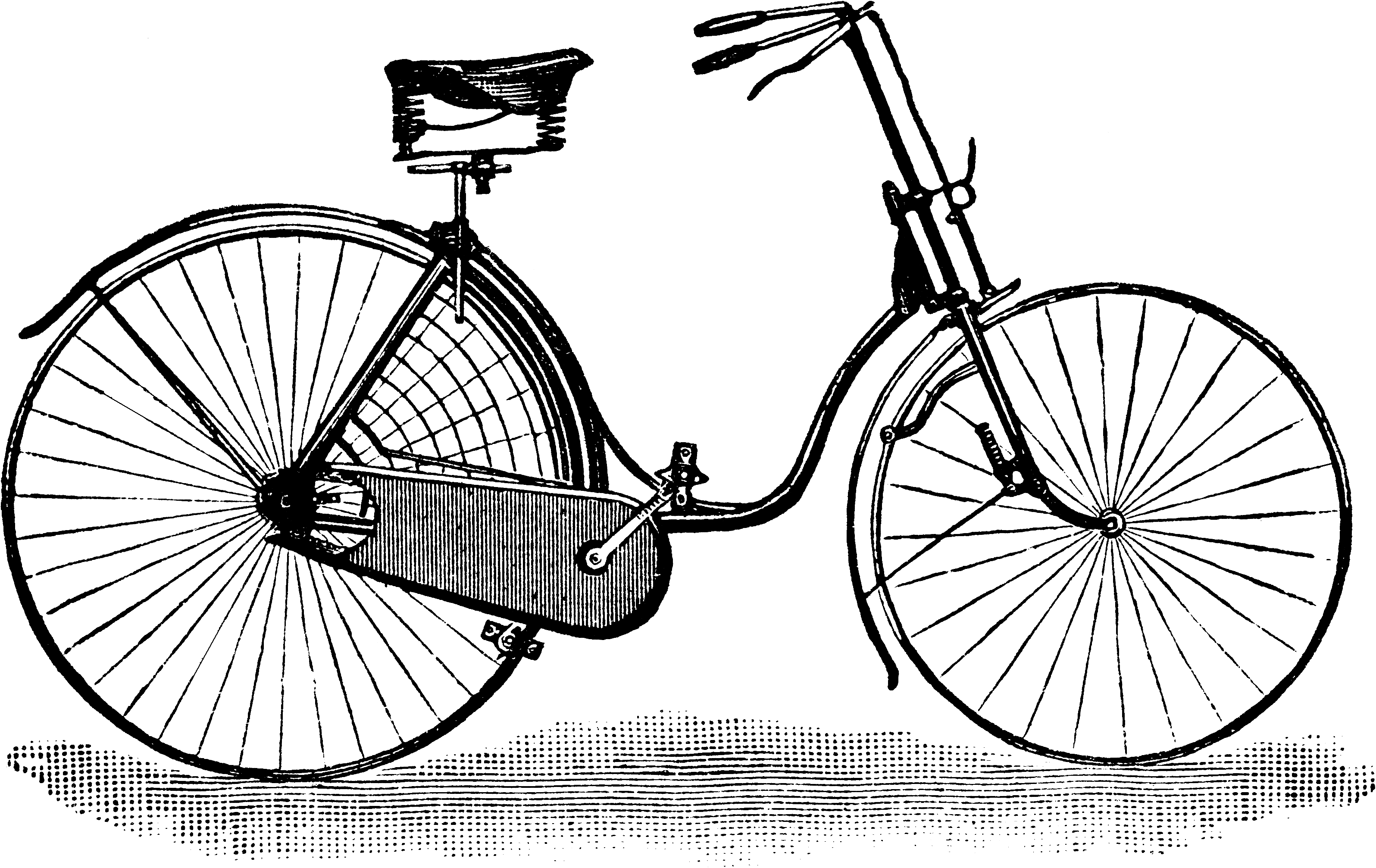
Безпечний велосипед для жінок, 1889 рік

У 1872 переїхав в Ковентрі, де зі своїм дядьком винахідником Джеймсом Старлі і підприємцем Вільямом Гіллманом заснував компанію з виробництва швейних машин та кілька років працював над створенням велосипеда «Аріель». В 1877 разом з Вільям Саттон, місцевим ентузіастом їзди на велосипеді, відкрив компанію «Starley & Sutton Co» та приступили до створення більш безпечних і легких у використанні велосипедів, ніж поширені на той час велосипеди типу «пенні-фартинг». В 1883 їх продукція стала називатися Rover.
В 1885 створив велосипед «Блукач», що істотно відрізнявся від велосипедів, створених раніше. Це був перший велосипед, який за конструкцією і зовнішнім виглядом відповідає сучасному велосипеду. В 1889 компанія стала називатися «J. K. Starley & Co. Ltd» і випустила перший автомобіль марки Rover, а в кінці 1890-х отримала назву «Rover Cycle Company Ltd».